# Brachythecium novae-angliae
Brachythecium novae-angliae là một loài rêu trong họ Brachytheciaceae. Loài này được Sull. & Lesq. A. Jaeger mô tả khoa học đầu tiên năm 1878.